# Holotelson decoratus
Holotelson decoratus là một loài chân đều trong họ Sphaeromatidae. Loài này được Nunomura & Ikehara miêu tả khoa học năm 1985.